# 30 ezüst
A 30 ezüst (eredeti nyelven: 30 Monedas) 2020-ban bemutatott spanyol televíziós horror-sorozat, amelyet Álex de la Iglesia alkotott az HBO Europe részére. Rendezője és írója szintén De la Iglesia, társíró Jorge Guerricaechevarría. A sorozat Manuel Vergara atya történetét írja le, akit ördögűzésért száműzött az egyház a segoviai Pedrazába azt remélvén, hogy ellenségei megfeledkeznek róla.
A sorozat első részét a 77. Velencei Nemzetközi Filmfesztiválon mutatták be 2020. szeptember 11-én, az HBO Europe 2020. november 29-én kezdte vetíteni Európában, Amerikában 2021-ben kerül műsorra az HBO és HBO Max csatornákon. De la Iglesia dolgozik a második évadon, a forgatás reményei szerint 2021-ben elkezdődik. Mivel azonban az első évad forgatása is hat hónapig tartott, és az utómunkálatok szintén, a folytatás 2022-re várható.

## Cselekmény
A tudósok által jelenleg is vitatott Júdás evangéliuma szerint Jézus elárulta Júdásnak, hogy ő lesz az, aki elárulja Jézust, amellyel hozzásegíti őt az így megrendezett mű kereszthalálhoz, és hogy bár árulása miatt a tanítványok és követőik is gyalázni fogják, végül megdicsőül majd. Júdás árulásáért 30 ezüstöt kapott a rómaiaktól, majd megbánva tettét eldobta az érméket és felakasztotta magát. A Vergara atyát üldöző, a katolikus egyházon belül működő csoport ezt a 30 ezüstöt igyekszik összegyűjteni, mert aki mindet megszerzi, óriási hatalomra tesz szert. Az atya egy ördögűzés során tett szert az egyik ilyen érmére, majd egy spanyol kisvárosban próbál elrejtőzni az őt üldöző hatalom elől. A faluban furcsábbnál furcsább események kezdődnek, amelyben az atya mellett Paco, a polgármester, és Elena az állatorvos próbálja túlélni a démonok, és egyéb szürreális lények támadását, akik az utolsó érmét is meg akarják kaparintani.

## Szereplők
- Eduard Fernández - Manuel Vergara atya
- Megan Montaner - Elena, állatorovs
- Miguel Ángel Silvestre - Paco, Pedraza polgármestere
- Macarena Gómez - Merche, Paco felesége
- Pepón Nieto - Laguna őrmester
- Manolo Solo - Santoro bíboros
- Cosimo Fusco - Angelo
- Carmen Machi - Carmen
- Paco Tous - Jesús
- Secun de la Rosa - Martín
- Javier Bódalo - Antonio.[9]

## Epizódok
| Sor. | Év. | Cím                            | Rendező            | Író                                            | Premier            | Nézettség |
| ---- | --- | ------------------------------ | ------------------ | ---------------------------------------------- | ------------------ | --------- |
| 1.   | 1.  | Pókháló (Telarañas)            | Álex de la Iglesia | Álex de la Iglesia és Jorge Guerricaechevarría | 2020. november 29. |           |
| 2.   | 2.  | A ouija tábla (Ouija)          | Álex de la Iglesia | Álex de la Iglesia és Jorge Guerricaechevarría | 2020. december 6.  |           |
| 3.   | 3.  | A tükör (El espejo)            | Álex de la Iglesia | Álex de la Iglesia és Jorge Guerricaechevarría | 2020. december 13. |           |
| 4.   | 4.  | Emlékek (Recuerdos)            | Álex de la Iglesia | Álex de la Iglesia és Jorge Guerricaechevarría | 2020. december 20. |           |
| 5.   | 5.  | A hasonmás (El doble)          | Álex de la Iglesia | Álex de la Iglesia és Jorge Guerricaechevarría | 2020. december 27. |           |
| 6.   | 6.  | Szent Háború (Guerra Santa)    | Álex de la Iglesia | Álex de la Iglesia és Jorge Guerricaechevarría | 2021. január 3.    |           |
| 7.   | 7.  | Üvegdoboz (La caja de cristal) | Álex de la Iglesia | Álex de la Iglesia és Jorge Guerricaechevarría | 2021. január 10.   |           |
| 8.   | 8.  | Az áldozat (Sacrificio)        | Álex de la Iglesia | Álex de la Iglesia és Jorge Guerricaechevarría | 2021. január 17.   |           |